# Municipi de Mārupe
El municipi de Mārupe (en letó: Mārupes novads) és un dels 36 municipis de Letònia, que es troba localitzat al centre del país bàltic, i que té com a capital la localitat de Mārupe. El municipi va ser creat l'any 2020 després de la reorganització territorial.

## Ciutats i zones rurals
- Jaunmārupe (vila)
- Mārupe (vila)
- Skulte (vila)
- Tīraine (vila)
- Mārupes pagasts (zona rural)

## Població i territori
La seva població està composta per un total de 13.958 persones (2009). La superfície del municipi té uns 103,9 kilòmetres quadrats, i la densitat poblacional és de 134,34 habitants per kilòmetre quadrat.

## Símbols (2009-2021)

Bandera antiga
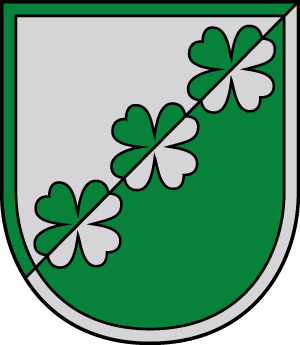
escut d'armes antic
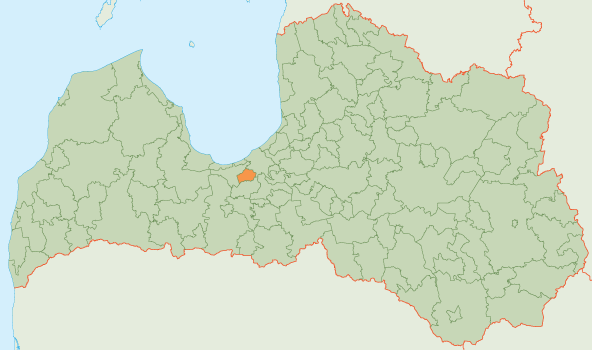
Límits municipals abans de la reforma